# 大柏林

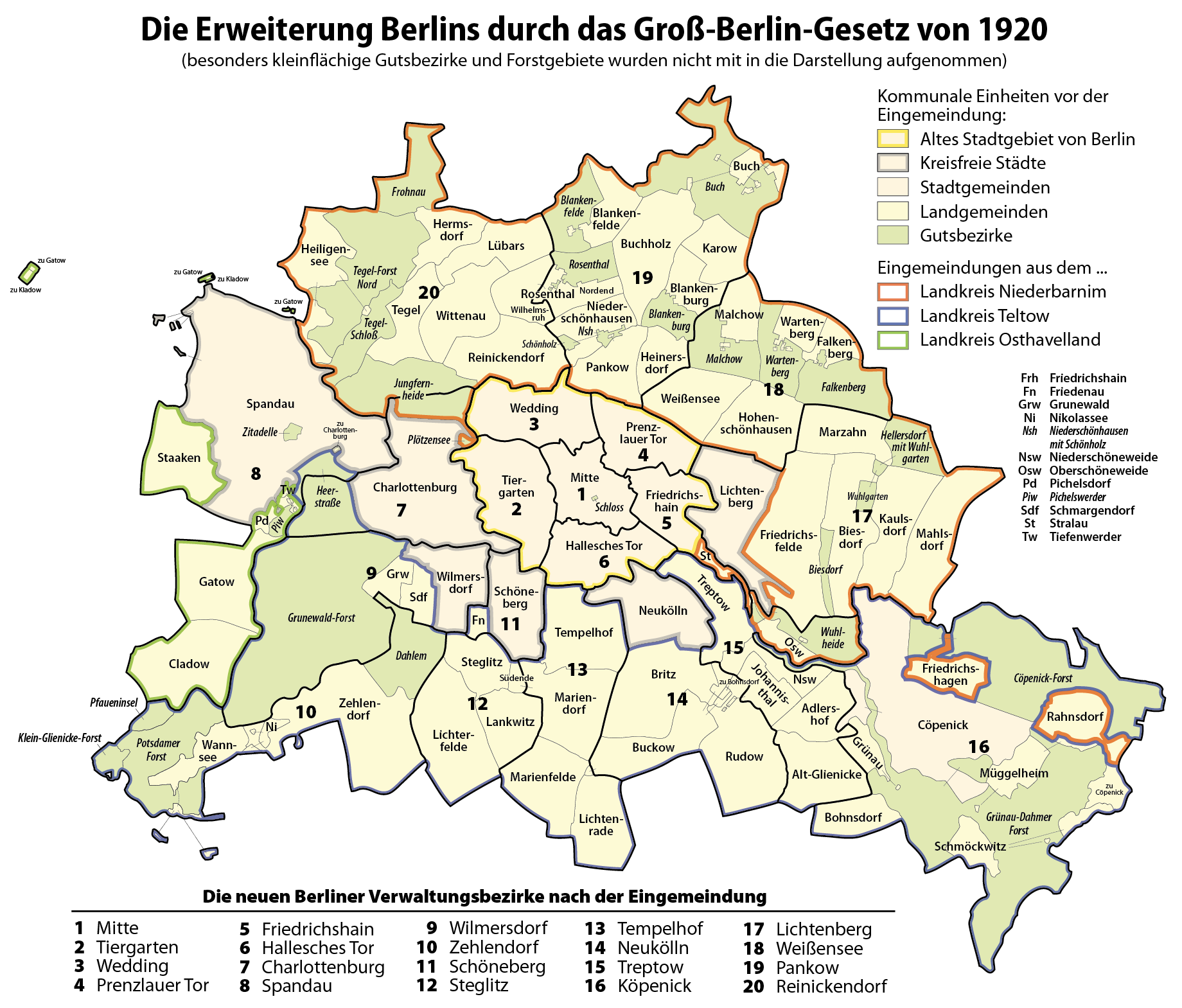
大柏林法通過之後柏林的範圍

大柏林（德語：Groß-Berlin）是指1920年大柏林法通過之後柏林的範圍，和現在的柏林略有不同。19世紀後期開始，隨著柏林產業的快速發展，舊的柏林市範圍已經無法跟上變化。這一情況使得1920年德國修法，柏林的面積因此大幅擴大。